# 正行寺 (中央市)
正行寺（しょうぎょうじ）は、山梨県中央市下河東にある日蓮宗の寺院。山号は妙応山。旧本山は身延松井坊。

## 歴史
- 長禄3年（1459年）生善院日源（長禄3年（1459年）没）の開基で一乗院是生日出（長禄3年（1459年）没）を開山に創建した。

## 人物
- 行学院鏡澄日朝　正行寺2祖で、身延山久遠寺中興11世法主。明応9年（1500年）没。

## 参考資料
- 日蓮宗寺院大鑑編集委員会『宗祖第七百遠忌記念出版 日蓮宗寺院大鑑』大本山池上本門寺 (1981年)

## 関連資料
- 本覚寺『日出上人と東身延日朝さま』本覚寺

## 公式サイト
- 公式ウェブサイト